# Maladera fuliginosa
Maladera fuliginosa är en skalbaggsart som beskrevs av Hermann Burmeister 1855. Maladera fuliginosa ingår i släktet Maladera och familjen Melolonthidae. Inga underarter finns listade i Catalogue of Life.